# سمعان بن كليوباس
زعيم مسيحي يهودي Jewish Christian، وحسب كل التقاليد المسيحية هو الأسقف الثاني للقدس

## حياته
يعطى يوسابيوس القيصري قائمة بأسماء هؤلاء الأساقفة (أساقفة القدس من المسيحيين اليهود المختونين). حسب تقليد مسيحي شائع، كان القديس يعقوب البار "أخو السيد"، الذي يقول يوسابيوس القيصري أنه عُين بمعرفة الرسل: بطرس، ويعقوب بن زبدي ويوحنا، هو أول أسقف للقدس.

يقول يوسابيوس أن يعقوب قُتل بتحريض من الكاهن الأكبر حنان Ananus (حنان بن حنان Ananus ben Ananus)، حوالي 63 م.، وان جماعة القدس انتخبت سمعان من بعده خليفة له:

"بعد إستشهاد يعقوب وغزو القدس الذي تلاه مباشرة، يُقال ان هؤلاء الرسل وتلاميذ السيد الذين كانوا لا يزالون على قيد الحياة، جاءوا من كل النواحي وتجمعوا سوياً مع أقرباء السيد (لان غالبيتهم كانوا لا يزالون على قيد الحياة) من أجل التشاور حول الأجدر بخلافة يعقوب. أجمعوا كلهم على سمعان بن كليوباس، الذي ذكره الإنجيل، ليكون جديراً بعرش الأسقفية لهذه الأبرشية. يقولون أنه كان ابن عم المُخلِّص، لأن هيغيسيبوس يقول أن كليوباس كان شقيق يوسف النجار .

حسب قول هيغيسيبوس، تغلب سمعان على ثيبيتوس Thebitus، الذي كان آباء الكنيسة يعتبرونه مهرطق متهود، وقاد سمعان معظم المسيحيين إلى بيلا قبل اندلاع الحرب اليهودية عام 66 م.، وتدمير الهيكل عام 70 م.

صُلب عام 107 أو 117 م. في عهد الإمبراطور تراجان، بمعرفة البروقنصل طيبريوس كلوديوس آتيكوس هيرودس، في القدس أو ضواحيها